# Medusantha
Medusantha, biljni rod iz porodiceusnatica smješten u podtribus Hyptidinae, dio tribusa Salviae. Opisan je u Phytotaxa 58: 28. 2012. Sastoji se od 8 južnoameričke vrste grmova, sve osim jerdne su endemi iz brazila.

## Vrste
1. Medusantha carvalhoi (Harley) Harley & J.F.B.Pastore
2. Medusantha crinita (Benth.) Harley & J.F.B.Pastore
3. Medusantha eriophylla (Pohl ex Benth.) Harley & J.F.B.Pastore; Bolivija, Brazil.
4. Medusantha martiusii (Benth.) Harley & J.F.B.Pastore
5. Medusantha mollissima (Benth.) Harley & J.F.B.Pastore
6. Medusantha multiflora (Pohl ex Benth.) Harley & J.F.B.Pastore
7. Medusantha plumosa (Benth.) Harley & J.F.B.Pastore
8. Medusantha simulans (Epling) Harley & J.F.B.Pastore

## Sinonimi
- Hyptis sect.Trichosphaeria Benth.